# Třída America (US Navy)
Třída America (původní označení je LHA(R)) je třída vrtulníkových výsadkových lodí Námořnictva Spojených států amerických. Ve službě nahrazuje výsadkové lodě třídy Tarawa. Plánována je stavba až 12 jednotek této třídy. Do roku 2020 do služby vstoupily první dvě. První dvě plavidla nejsou vybavena zaplavitelným dokem pro vyloďovací plavidla a vznášedla. Po silné kritice budou dokem vybavena další plavidla od třetí jednotky.

## Stavba
Plavidla staví americká loděnice Ingalls Shipbuilding v Pascagoule ve státě Mississippi. Prototypová jednotka USS America byla na vodu spuštěna v říjnu 2012 a do služby vstoupila v roce 2014. Druhá jednotka Tripoli byla spuštěna roku 2017. Od roku 2024 má zařazování této třídy do služby pokračovat tempem jedné jednotky každé čtyři roky.
Jednotky třídy America:
| Jméno                         | Verze    | Založení kýlu    | Spuštěna       | Vstup do služby   | Status    |
| ----------------------------- | -------- | ---------------- | -------------- | ----------------- | --------- |
| USS America (LHA-6)           | Flight 0 | 17 červenec 2009 | 20. října 2012 | 11. října 2014    | aktivní   |
| USS Tripoli (LHA-7)           | Flight 0 | 20. června 2014  | 1. května 2017 | 15. července 2020 | aktivní   |
| USS Bougainville (LHA-8)      | Flight 1 | 14. března 2019  | 30. září 2023  | 2024 (plán)       | ve stavbě |
| USS Fallujah (LHA-9)          | Flight 1 | 20. září 2023    |                |                   | ve stavbě |
| USS Helmand Province (LHA-10) | Flight 1 |                  |                |                   | objednána |

## Konstrukce

USS America s námořníky a mariňáky

Konstrukce této třídy vychází z výsadkové lodi USS Makin Island, která je poslední modifikovanou jednotkou předchozí třídy Wasp. S výtlakem 44 971 tun třída America překoná velikost třídy Wasp, jejíž jednotky jsou nyní největší plavidla této kategorie na světě. Třída America je oproti předchozí třídě poháněna plynovými turbínami, není vybavena dokem pro výsadková plavidla, ale díky tomu ponese více letadel.
Tato třída navržena k přepravě, výsadku a podpoře jednotky Marine Expeditionary Brigade americké námořní pěchoty. Nová je její schopnost provozovat stíhací letouny s krátkým startem a kolmým přistáním F-35B Joint Strike Fighter (STOVL) a letouny MV-22 Osprey. Rovněž budou sloužit jako vlajkové lodi výsadkových svazů a v případě potřeby může fungovat i jako lehká letadlová loď pro podpůrné operace (v této roli už byly používány lodě třídy Wasp během invaze do Iráku). V tuto chvíli je plánováno postavení 12 lodí této třídy. Jména většiny z nich zatím nejsou známa.

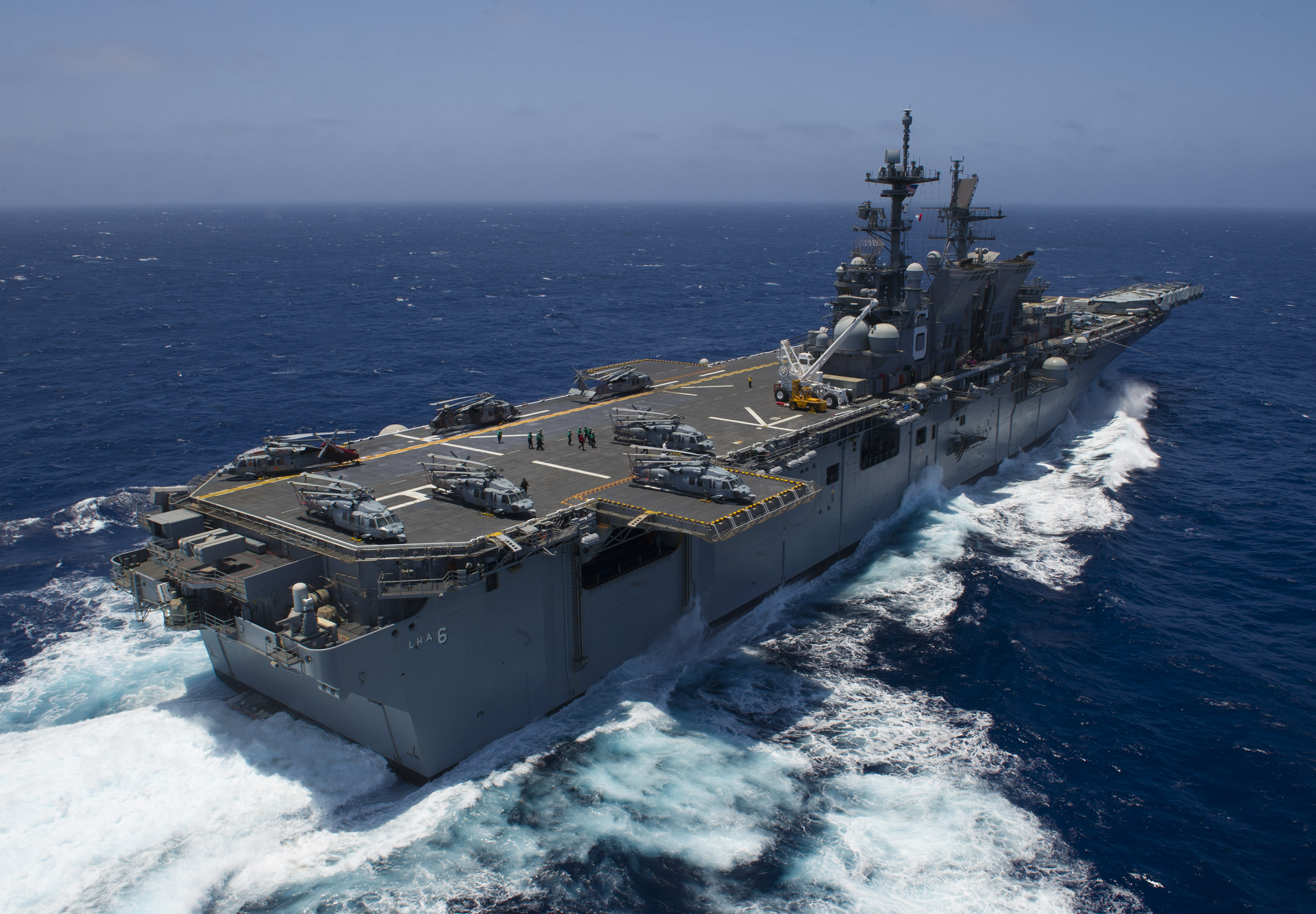
USS America na cvičení RIMPAC 2016

Kapacita letounů a vrtulníků bude až 42 kusů. Předpokládá se, že první jednotka této třídy bude dokončena v roce 2013. Předpokládané obvyklé složení leteckého parku tvoří dvanáct konvertoplánů MV-22 Osprey, osm bitevních vrtulníků AH-1Z Viper, deset víceúčelových bojových letounů F-35B, čtyři těžké transportní vrtulníky CH-53 a čtyři vrtulníky MH-60S Knighthawk. Toto složení se ale bude měnit podle aktuálních potřeb. Například při doprovodné misi (Sea Control) může loď nést pouze dvacet letounů F-35B a šest protiponorkových vrtulníků. Na letové palubě bude devět přistávacích míst. S hangárem ji bude spojovat dvojice výtahů.
Výzbroj budou tvořit dvě osminásobná odpalovací zařízení Mk 29 protiletadlových řízených střel moře-vzduch RIM-162D ESSM, tři 20mm hlavňové systémy blízké obrany Phalanx CIWS, dvě 21násobné raketové systémy blízké obrany RIM-116 RAM a sedm dvojitých 12,7mm kulometů M2 Browning.
Pohon zajišťují plynové turbíny General Electric LM2500+. Lodní šrouby jsou dva. Maximální rychlost je 22 uzlů a dosah 9 500 námořních mil.